# Залеліївська сільська рада
| Залеліївська сільська рада — адміністративно-територіальна одиниця Царичанського району Дніпропетровської області. Адміністративний центр — село Залелія. Сільській раді були підпорядковані населені пункти: - с. Залелія - с. Нетесівка - с. Лозуватка - с. Помазанівка - с. Андріівка. |

## Склад ради
Рада складалася з 14 депутатів та голови.

## Керівний склад сільської ради
| ПІБ                    | Основні відомості                                                                      | Дата обрання | Дата звільнення |
| ---------------------- | -------------------------------------------------------------------------------------- | ------------ | --------------- |
| Червона Юлія Федорівна | Сільський голова, 1965 року народження, освіта, Всеукраїнське об'єднання «Батьківщина» | 26.03.2006   | 31.10.2010      |
| Червона Юлія Федорівна | Сільський голова, 1965 року народження, освіта вища, член Партії регіонів              | 31.10.2010   |                 |

Примітка: таблиця складена за даними джерела

## Територія
Територія ради розташована на півночі району і займає площу 38,37 км², з яких під забудовою 0,87 км², водний фонд — 0,081 км², ріллі — 26,3422 км², пасовищ — 4,41 км², ліс — 3,3628 км², оздоровчі та туристичні можливості — 0,015 км².

## Населення
Населення — 836 осіб (станом на 2013 рік).